# Rebecca Warren
Rebecca Warren (* 21. März 1965 in London) ist eine britische zeitgenössische Künstlerin der Malerei und  Bildhauerei. Sie ist insbesondere bekannt für ihre Arbeiten in Ton und Bronze und ihre arrangierten Vitrinen.

## Leben
Rebecca Warren studierte von 1989 bis 1992 am Goldsmith College mit Abschluss des Bachelor of Arts. Von 1993 bis 1994 Studium an der Ruskin School of Drawing and Fine Art der Oxford University und dem Chelsea College of Art and Design mit Abschluss des Master of Fine Arts.
2006 wurde Rebecca Warren für ihre skulpturalen Installationen für den Turner Prize nominiert. 2008 erhielt sie den Vincent Award for Contemporary Art in Europe des Stedelijk Museum Amsterdam.
2014 erfolgte ihre Berufung als Professorin für „Freie Kunst“ an die Kunstakademie Düsseldorf. Im März 2014 erhielt sie die Mitgliedschaft RA (Royal Academician) der Royal Academy of Arts in London.

## Ausstellungen (Auswahl)

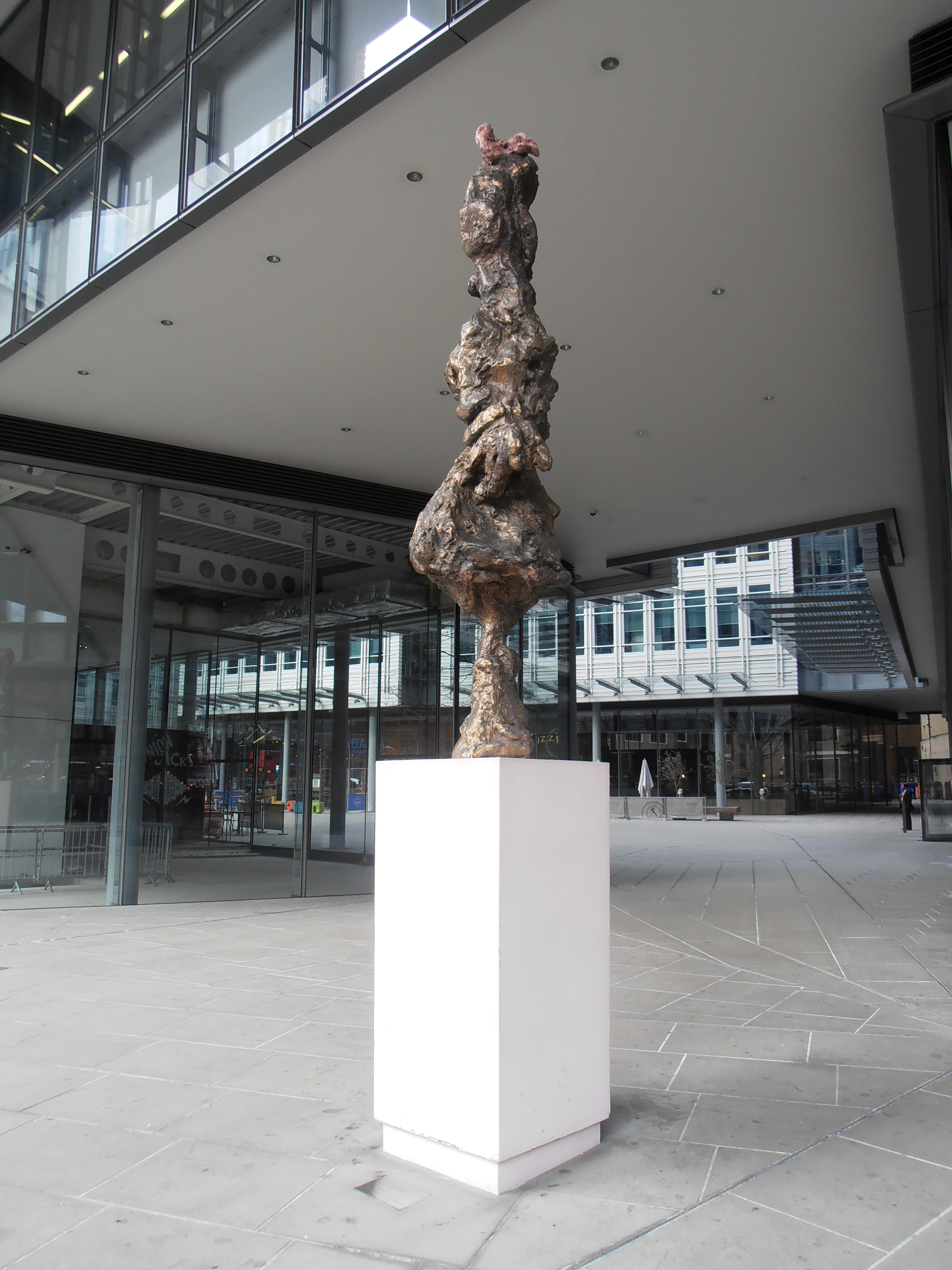
William, Central St. Giles, London

- 2022: The Now Voyager, Belvedere 21, Wien
- 2017: Rebecca Warren. All That Heaven Allows, Tate Gallery St Ives, Cornwall, England.
- 2013: Kunstverein München, München[7]
- 2012: Galerie Max Hetzler, Berlin
- 2011: Maureen Paley, London
- 2010: The Renaissance Society at The University of Chicago, Chicago; The Art Institute of Chicago, Chicago
- 2009: Matthew Marks Gallery, New York; Serpentine Gallery, London[8]
- 2007: Galerie Max Hetzler, Berlin; Matthew Marks Gallery, New York
- 2005: Pas de Deux, Matthew Marks Gallery, New York[9]; Galerie Daniel Buchholz, Köln
- 2004: Kunsthalle Zürich;[10] Galerie Buchholz, Köln
- 2003: Donald Young Gallery, Chicago; The Saatchi Gallery, London[11]; Maureen Paley, London
- 2000: Maureen Paley, London